# Pseudanthistiria
Pseudanthistiria és un gènere de plantes de la família de les poàcies, ordre de les poals, subclasse de les commelínides, classe de les liliòpsides, divisió dels magnoliofitins.

## Taxonomia
- Psuedanthistiria burmanica
- Pseudanthistiria ameinica
- Pseudanthistiria heteroclita
- Pseudanthistiria hispida
- Pseudanthistiria intermedia
- Pseudanthistiria umbellata